# Dungeons & Dragons Computer Labyrinth Game
Dungeons & Dragons Computer Labyrinth Game ist ein von Mattel Electronics entwickeltes und 1980 veröffentlichtes Hybridspiel. Es handelt sich um ein Lizenzprodukt auf Grundlage des Rollenspiel-Regelwerks Dungeons & Dragons.

## Spielprinzip
Ein bis zwei Spieler treten an, um ein Labyrinth zu erkunden und den darin verborgenen Schatz zu bergen, der von einem Drachen bewacht wird. Der Spielplan ist quadratisch und unterteilt sich in 8x8 Spielfelder. Zwei Druckguss-Kriegerfiguren symbolisieren die Spieler, weiterhin gibt es, ebenfalls als Druckguss, eine Drachenfigur und eine Schatztruhe. Hinzu kommen 50 Plastikstecker, die die Wände des Labyrinths symbolisieren.
Jeder Spieler wählt zu Beginn einen Startpunkt für seine Figur, der persönliche Geheimraum, zu dem der Schatz später gebracht werden muss. Von dort aus erkunden die Spieler zugweise den Labyrinth-Spielplan, wobei jede Figur pro Spielzug acht Felder vorrücken darf. Der Aufbau des Labyrinths wird für jedes Spiel zufallsbasiert von einem integrierten Computer berechnet und bleibt für die Spieler vorerst unersichtlich. Die Spielfelder sind berührungssensitiv. Bei jedem Vorrücken einer Spielfigur auf das nächste Feld gibt die Elektronik durch Leucht- und Tonsignale Auskunft über die Beschaffenheit der Umgebung. So können nach und nach die Mauerbausteine angebracht werden können und es entsteht allmählich ein Bild des Spielfelds. Ebenfalls zufällig positioniert ist der Drache, der sich zu Beginn im Schlafmodus befindet. Erst wenn sich eine Spielfigur auf eine bestimmte Distanz genähert hat, wird er aktiv. Er verfolgt die nächstgelegene Spielerfigur und versucht diese zu attackieren. Im Gegensatz zu den Kriegern kann er über Mauern fliegen. Wird ein Krieger vom Drachen getroffen, erleidet er eine Wunde und seine Fortbewegung wird reduziert. Die vierte Wunde bedeutet das Spielende für den Spieler.
Spielt man mit einem Mitspieler und wurde der Schatz gefunden, kann der andere Spieler versuchen, ihm den Schatz abzunehmen. Dazu müssen beide Spielfiguren aufeinanderstoßen. Der Computer gibt dann an, welche Spielfigur als Sieger aus dem Aufeinandertreffen hervorgeht. Alternativ kann Dungeons & Dragons Labyrinth Game aber auch allein gegen den Computer gespielt werden. Das Spiel besitzt zudem zwei unterschiedliche Spielmodi. Im fortgeschrittenen Modus beinhaltet das Spiel unter anderem auch Geheimtüren.

## Rezeption
Mattel brachte das Spiel 1980 für rund 50 US-Dollar auf den Markt, neben der englischen Originalausgabe gab es zudem eine französische Version des Spiels. Es erschien in einem schwierigen Marktumfeld. Nach langanhaltender Verknappung war im selben Jahr der Markt für elektronische Chips aufgrund von Überproduktion übersättigt, was sich bis ins Folgejahr auswirkte. Während Spielkonsolen 1981 noch großen Absatz verzeichnen konnten, stagnierte der Markt für elektronische Hybridspiele zwischen 30 und 60 % des Vorjahres. Einige Titel wie Dungeons & Dragons Computer Labyrinth Game, Milton Bradleys Dark Tower und andere sogenannte educational electronic games konnten sich dem Trend jedoch widersetzen und ebenfalls gute Absatzzahlen verbuchen. Bereits zwei Monate vor dem Weihnachtsgeschäft 1981 hatte Mattel seine gesamten Lagerbestände des Spiels verkauft, TSR konnte unter anderem dank der hohen Einnahmen aus den Lizenzgebühren seinen Jahresumsatz 1981/82 auf 27 Millionen US-Dollar verdoppeln, im Dezember 1981 listete das US-amerikanische Wirtschaftsmagazin Inc. TSR auf Platz 6 seiner Top 100 der am schnellsten wachsenden Privatunternehmen der USA. Nach Angaben des Autors Mark Bellomo konnte Mattel „zehntausende Einheiten dieses ästhetisch erfreulichen Elektronikabenteuers“ absetzen. Der Spielwarenhersteller bewarb das Spiel dabei unter anderem mit TV-Werbespots. 2008 listete das US-amerikanische Onlinemagazin Dvice das Spiel unter den 13 besten elektronischen D&D-Umsetzungen.
Mattel setzte seine Lizenzreihe 1981 mit dem LCD-Spiel Dungeons & Dragons Computer Fantasy Game und 1982 mit seinen beiden Konsolenspielen Advanced Dungeons & Dragons: Cloudy Mountain und Advanced Dungeons & Dragons: Treasure of Tarmin für die hauseigene Spielkonsole Intellivision fort.